# Bacharach
Bacharach – miasto w Niemczech, położone kraju związkowym Nadrenia-Palatynat, w powiecie Mainz-Bingen, wchodzi w skład gminy związkowej Rhein-Nahe. Leży ok. 48 km na południe od Koblencji.

## Historia
Pierwsze wzmianki o Bacharachu sięgają początków XI wieku. Prawdopodobnie już w VII wieku Bacharach przeszedł w posiadanie arcybiskupa Kolonii. Wskazuje na to kaplica w miejscu, gdzie obecnie stoi Wernerkapelle.

## Zabytki
- starówka
- zamek Stahleck

## Galeria

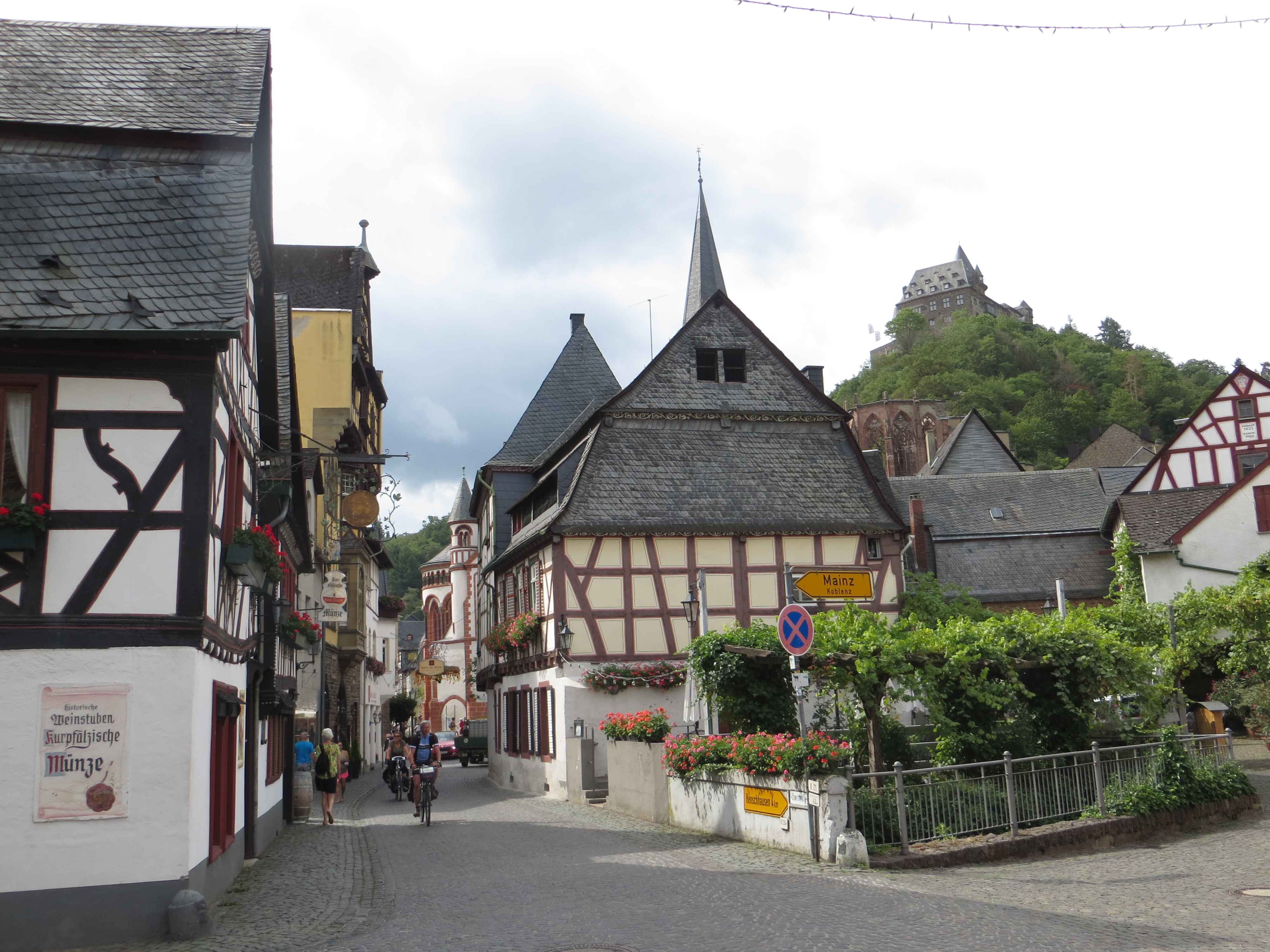
Starówka w Bacharach
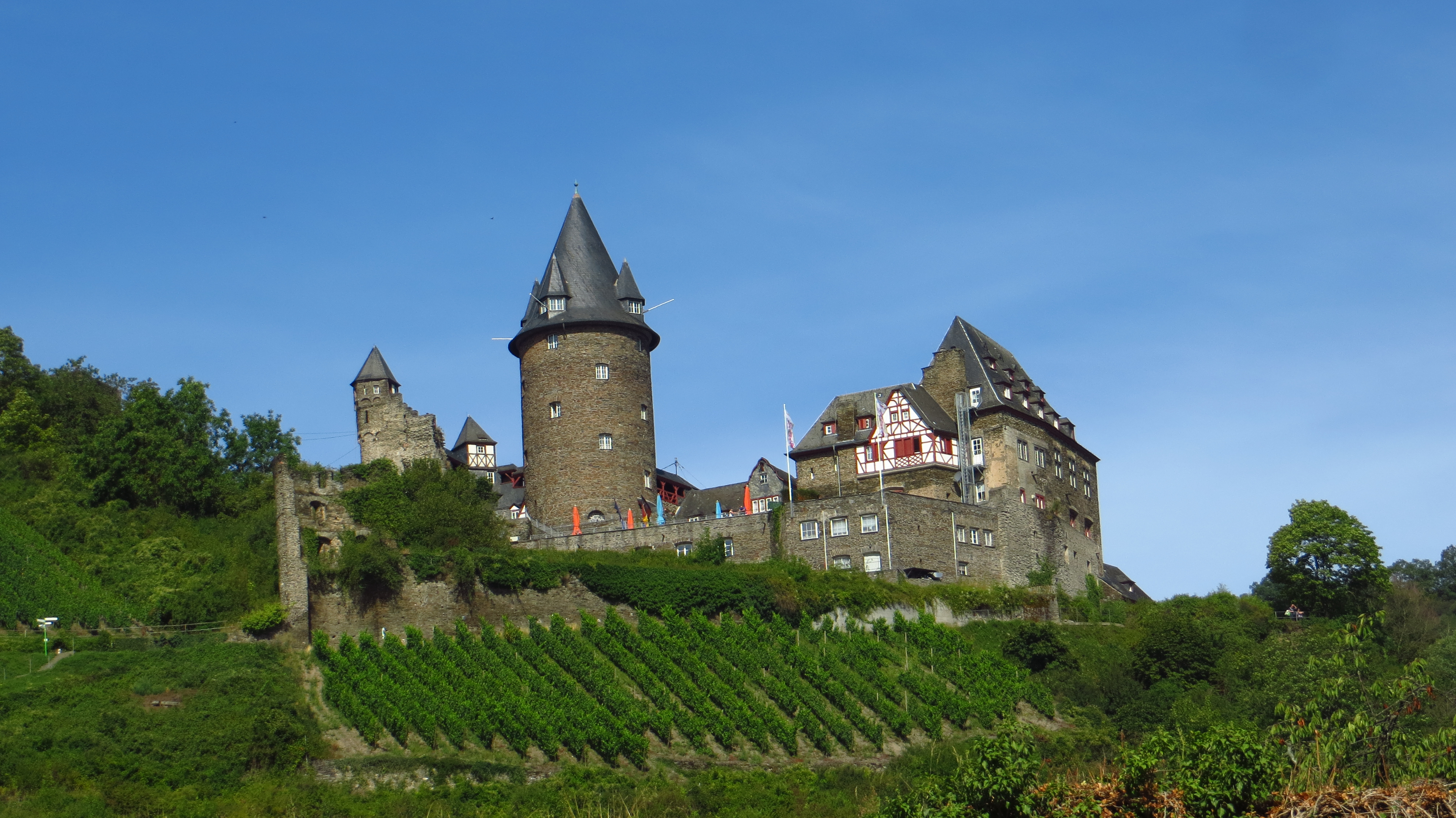
Zamek Stahleck
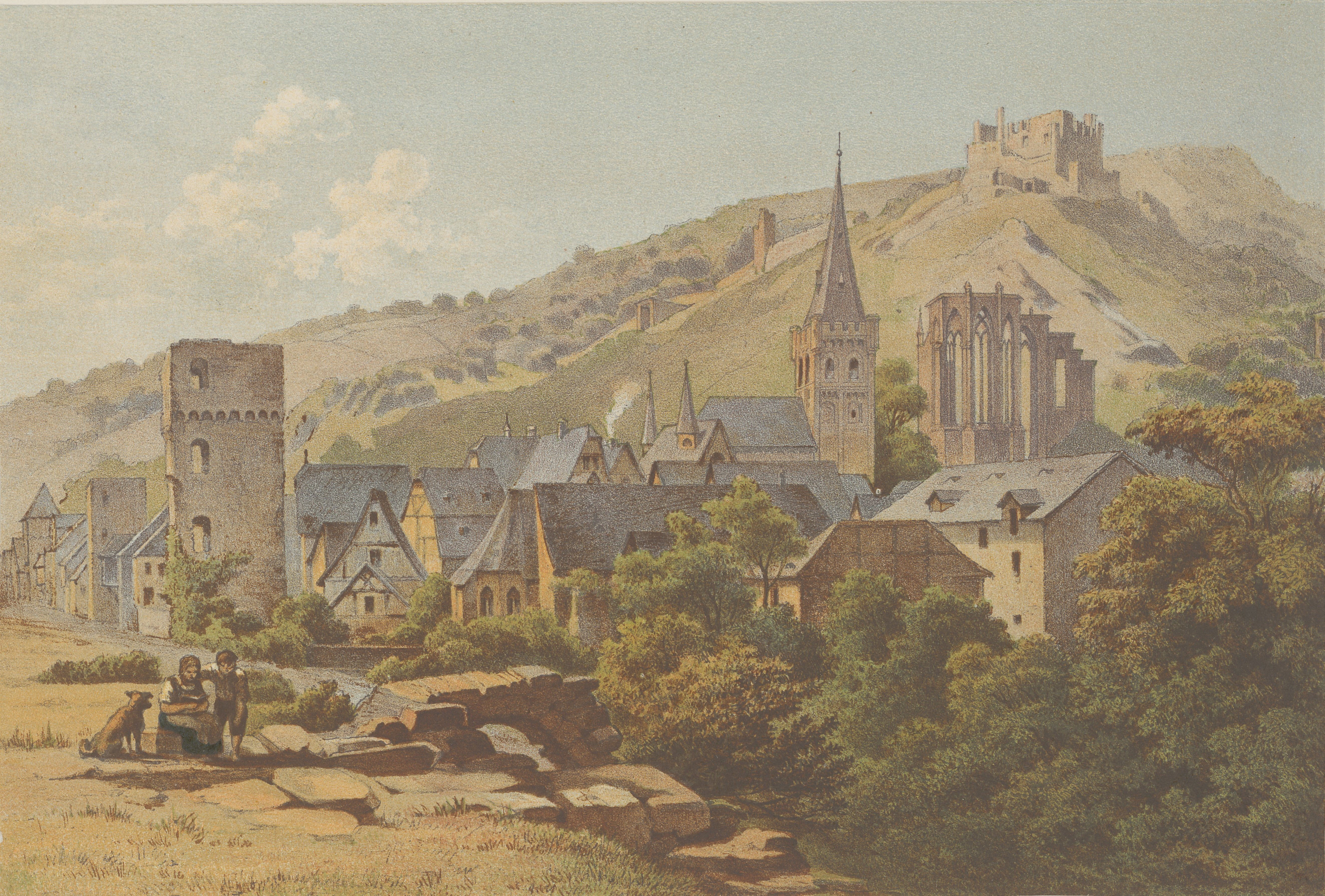
Bacharach na akwareli C.P.C. Köhlera (ok. 1880)

## Współpraca
Miejscowości partnerskie:
- Overijse, Belgia
- Santenay, Francja